# Joaquim de Carvalho
Joaquim de Carvalho GCSE (Figueira da Foz, 10 de Junho de 1892 – Coimbra, 27 de Outubro de 1958) foi um distinto professor de Filosofia da Faculdade de Letras da Universidade de Coimbra, onde leccionou a disciplina de Filosofia Moderna (e também Moral, Filosofia Antiga, História da Pedagogia) em ligação às disciplinas de História da Educação e Pedagogia que leccionou no Curso Normal Superior de Coimbra. Foi Cavaleiro da Légion d'Honneur.

## Biografia
Joaquim de Carvalho nasceu a 10 de Junho de 1892 na Figueira da Foz, distrito de Coimbra, filho de Manuel José de Carvalho e de Ana Ferreira dos Santos Carvalho.
Instaurou as bases modernas da história da cultura portuguesa, campo em que alcançou grande projecção nacional, nomeadamente através dos textos que dedicou a Platão, Hegel, Husserl, Leibniz e, sobretudo, a Bento de Espinoza, cuja lição hermenêutica o tornou num especialista de reputação internacional, mormente secretariando a prestigiada Sociedade Spinoziana Neerlandesa (Vereniging Het Spinozahuis, Haia), por indicação de Carl Gebhardt e Léon Brunschvicg, dois dos então maiores especialistas na obra e no pensamento do Autor de Ética. Neste sentido, é exemplar a sua leitura no posfácio da edição que organizou desta obra e que em parte traduziu (1950), tal como o estudo Oróbio de Castro e o Espinosismo.
Foi director da Biblioteca Geral da Universidade, da Revista da Universidade e da Imprensa da Universidade de Coimbra, tendo promovido a publicação de centenas de livros nas suas colecções, muitas versando a edição crítica de fontes e documentos, e encorajando diversas linhas de investigação, em particular na história da ciência e dos pensadores portugueses, em conexão com grandes quadros da própria história ou ensaística literária que não descurou (Luís de Camões, Eugénio de Castro, Teixeira de Pascoais), ou em conexão com o pensamento filosófico, do qual é ainda hoje paradigmática a sua leitura de Antero de Quental, a partir das aproximações ao panteísmo da razão espinoziana, à «comunidade ôntica» leibniziana, à dialéctica hegeliana e à noção de progresso Justiça de Pierre-Joseph Proudhon.

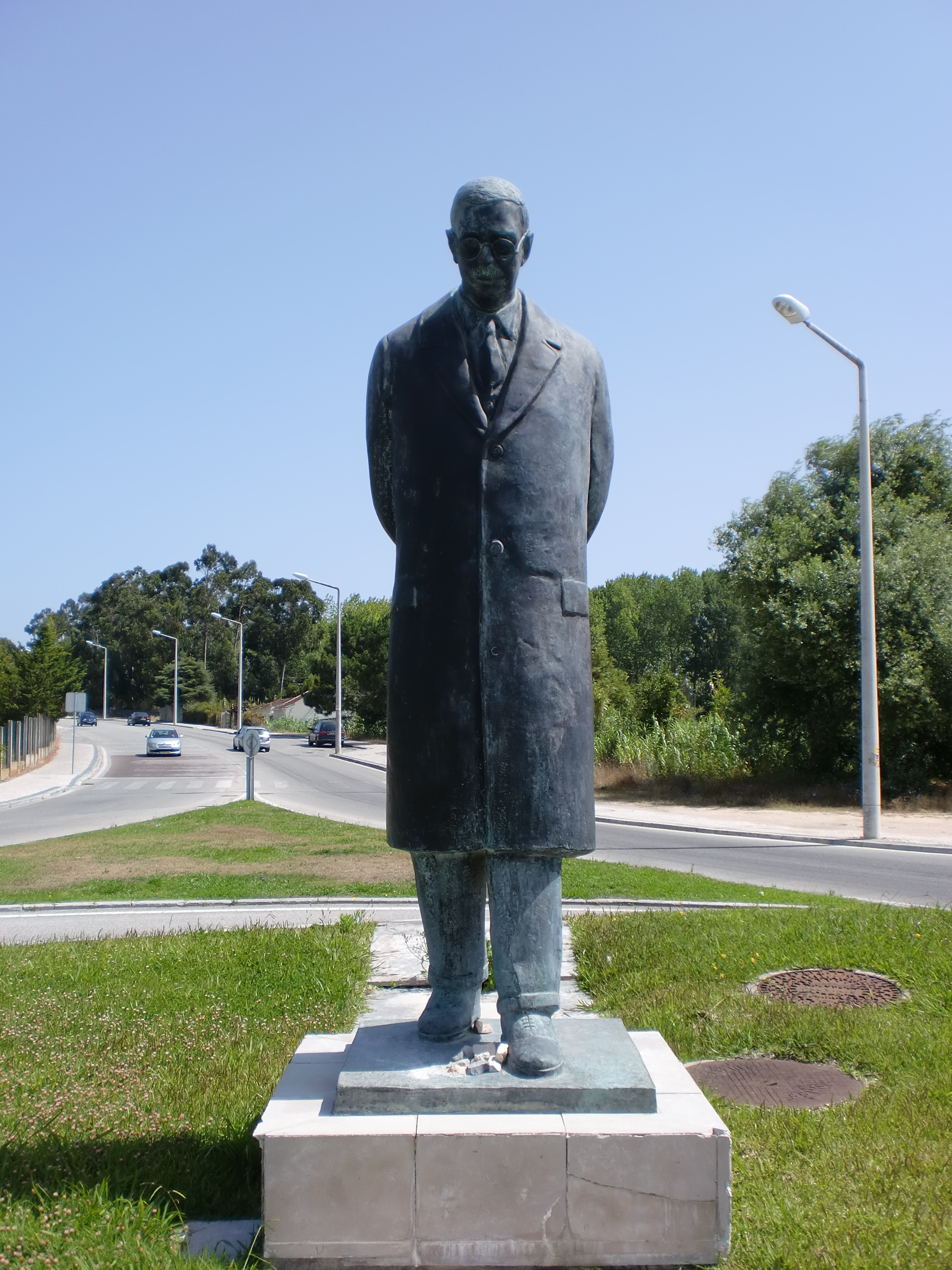
Estátua de Joaquim de Carvalho na Figueira da Foz

Grandes nomes da cultura portuguesa, como Sílvio Lima, Agostinho da Silva, Adolfo Casais Monteiro e Eduardo Lourenço — os próprios António Sérgio ou Vieira de Almeida nele reconheciam o exemplo vivo de clerc universitário — beneficiaram do contacto estreito (mesmo se fosse quase só epistolar, como no caso de António Sérgio ou Vieira de Almeida) com o mestre de História das Ideias, da qual foi, no autêntico sentido da palavra, o pioneiro no país e o maior expoente no século XX (e cuja lição metodológica melhor se faz sentir, por exemplo, com Silva Dias, ou, hoje, com Fernando Catroga). Em parte, também na raiz sergiana de Joel Serrão ou Barahona Fernandes, não seria errado ver influências metodológicas (e didácticas) de Carvalho.
Dirigiu, ainda, a prestigiada Biblioteca Filosófica (da livraria Atlântida, em Coimbra) e a Revista Filosófica (cujo último número sairia postumamente em 1959). Acalentou o projecto — talvez excessivo, como de certo modo reconhecia no final da vida — de escrever uma história da Filosofia em Portugal. Mas, sobretudo, lançou as bases epistemológicas para a compreensão historiográfica da Filosofia, a partir de estudos monográficos marcados por um rigor metodológico — em grande parte apreendido na Razão histórica neokantiana de Wilhelm Dilthey e de Hermann Cohen — que se pode considerar invulgar no contexto da literatura filosófica e historiográfica portuguesa.
Esse o motivo para entender que, se alguns dos seus textos se encontram hoje algo datados no horizonte teorético, doutro lado resistem pela notória solidez do rigor e da massa informativa e analítica, do escrúpulo no tratamento das fontes, na clareza da exposição dos problemas filosóficos ou historiográficos que aborda. Estes dados reflectem a seriedade do labor de um intelectual que, como poucos, recusou as prebendas dos poderes e estribou sólida deontologia universitária num meio intelectual e social pouco atreito a especulações que ultrapassem os recibos dos vencimentos e investigações que superem horizontes pequenos e as borlas das vaidades.
Republicano histórico e frequentemente não-alinhado, obediente à sua própria consciência, seria tenazmente perseguido por Salazar, «esquecendo» este que, em 1919, Carvalho fora uma das raras vozes que se insurgira contra a purga jacobina dos professores "germanófilos". O que não estranha, pois sendo uma "ditadura da memória", o Estado Novo salazarista promoveu o esquecimento (dos outros) como autêntica arma de arremesso da politique d´abord. Mas no seu tempo, os próprios colegas universitários mais conservadores se referiam a Carvalho como o sábio. Talvez seja a melhor maneira de caracterizar o vastíssimo interesse intelectual que o motivou ao longo da vida.
Foi iniciado na Maçonaria em 1912, na loja "A Revolta" de Coimbra com o nome simbólico de Guyau.
Joaquim de Carvalho morreu a 27 de Outubro de 1958 em Coimbra.
A 19 de Outubro de 1989 foi feito, a título póstumo, Grã-Cruz da Ordem Militar de Sant'Iago da Espada.